# Mezinárodní standardní číslo audiovizuálního díla

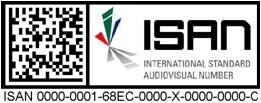
Dvojrozměrný čárový kód s ISAN.

Mezinárodní standardní číslo audiovizuálního díla (anglicky International Standard Audiovisual Number, francouzsky Numéro international normalisé d'œuvre audiovisuelle, zkráceně ISAN) je trvalý identifikátor určený k jednoznačné a globální identifikaci audiovizuálního díla (ve smyslu abstraktního nehmatatelného intelektuálního výtvoru) a jeho verzí. V původním označování identifikátoru pro verze audiovizuálních děl se uplatňovala zkratka „V-ISAN“.
Identifikátor ISAN je kodifikován mezinárodní normou ISO 15706-1, která byla původně vydána v roce 2002 (upravena byla v roce 2008), a dále mezinárodní normou ISO 15706-2 z roku 2006, která je rozšířením první normy pro potřeby identifikace verzí audiovizuálních děl. Český překlad první normy ČSN ISO 15706 byl zveřejněn v září 2004.
Obě mezinárodní normy byly připravovány postupně od roku 1996 pracovní skupinou (WG 1) příslušné Technické komise a subkomise (TC 46/SC 9) Mezinárodní organizace pro normalizaci (zkráceně ISO). K výsledným formulacím textů norem mimořádně přispěla také velká řada autorů a producentů audiovizuálního obsahu, mediálních společností, společností pro správu autorských práv aj. (v rámci připomínkování).

## Identifikované entity
Identifikátor ISAN trvale identifikuje audiovizuální díla. Audiovizuální dílo (angl. Audiovisual work) je mezinárodní normou definováno jako „dílo sestávající ze sledu spojených obrazů, s nebo bez doprovázejícího zvuku, jež je určeno k zobrazení jako pohyblivý obraz prostřednictvím příslušných zařízení, bez ohledu na nosič počáteční nebo následné fixace“. Ke konkrétním typům audiovizuálních děl, jimž může být přidělováno číslo ISAN, patří: komerční a reklamní filmy včetně filmů o filmu, dokumentární filmy, výukové filmy, celovečerní filmy, záznamy živých událostí (sportovních, kulturních aj.), multimédia, pokud obsahují nějaký audiovizuální prvek, zpravodajské, publicistické aj. zprávy, záznamy provedení uměleckých děl, dramatická seriálová audiovizuální díla, krátké umělecké filmy včetně animovaných filmů, televizní zábavné pořady, televizní filmy, hudební videoklipy aj. V případě verzí audiovizuálních děl bude vždy nové číslo ISAN přidělováno například úplným a zkráceným verzím, barevným a černobílým verzím, jazykovým verzím děl, digitalizovaným verzím původních analogových děl apod.
Číslo ISAN může být dále přidělováno také složeným audiovizuálním dílům, která se skládají z více jiných audiovizuálních děl nebo částí jednoho audiovizuálního díla (například film, který obsahuje části animovaných kreslených filmů nebo jiných filmových klipů). Identifikátor ISAN může získat také seriálové audiovizuální dílo (produkované v jednotlivých epizodách nebo částech, jež jsou vzájemně spojeny a mají zpravidla společný název).

## Struktura a syntax identifikátoru
Číslo ISAN se skládá celkem z 24 hexadecimálních číslic (96 bitů). Číslo ISAN je rozděleno do tří segmentů. První segment je kmenový a tvoří ho 12 hexadecimálních číslic (viz písmeno R=Root v modelu čísla níže v textu). Druhý segment, který tvoří 4 hexadecimální číslice, je segmentem pro identifikaci epizod nebo částí seriálového audiovizuálního díla (viz písmeno E=Episode v modelu čísla níže v textu). Číslo ISAN nemá v žádné z částí konkrétní význam týkající se audiovizuálního díla. Pokud nejde o epizody nebo části seriálového audiovizuálního díla, je druhý segment tvořen 4 nulami. Kontrolní číslice (X) bude připojována vždy při prezentaci čísla ISAN ve formě čitelné člověkem (není součástí celkového počtu číslic celého identifikátoru). Může jít o číselný nebo písmenný znak. Vypočítává se ze základních 16 hexadecimálních číslic podle systému MOD 37, 36, který specifikuje mezinárodní norma ISO/IEC 7064:2003. Pokud se má číslo zapisovat nebo tisknout na konkrétní produkty audiovizuálních děl, bude na začátku opatřeno zkratkou ISAN a jednotlivé části budou odděleny spojovníkem. Dalších 8 hexadecimálních číslic ve třetím segmentu zahrnuje kód verze audiovizuálního díla (viz písmeno V=Version v modelu čísla níže v textu). Pokud nebude identifikována žádná verze díla, budou pozice obsazené 8 nulami. Na konci kódu pro verze následuje další kontrolní číslice (Y), která se vypočítává ze všech předchozích 24 číslic (mimo kontrolní číslici X).
Obecný model čísla ISAN je:
- ISAN RRRR-RRRR-RRRR-EEEE-X-VVVV-VVVV-Y

Příklad čísla ISAN zobrazený ve formě čitelné člověkem (jde o původní americký film režiséra Davida Finchera s anglickým názvem The Social Network z roku 2010 – údaj je převzat z veřejně dostupného rozhraní databáze systému ISAN):
- ISAN 0000-0002-62BF-0000-A-0000-0000-7

Pro potřeby zpracování čísla ISAN v elektronických informačních systémech bude výše uvedený příklad tohoto čísla reprezentován pomocí hexadecimálních číslic následujícím způsobem (bez spojovníků a kontrolních číslic):
- 0000000262BF000000000000

Standardní číslo ISAN by u audiovizuálních děl v analogovém formátu mělo být bezpečně zafixováno na matrici díla a jiných archivních kopiích. Pro starší díla se předpokládá zajištění bezpečné vazby mezi dílem a záznamem tohoto díla v nějaké databázi, která obsáhne číslo ISAN. Číslo lze tisknout také na obal matrice, pokud to je možné, a může ho obsahovat také jakákoliv doprovodná dokumentace k audiovizuálnímu dílu.
Pro audiovizuální díla v digitální podobě (např. na discích DVD (Digital Versatile Disc), resp. DVD-Video, discích Blu-ray aj.) by mělo být číslo ISAN zakódováno v příslušné matriční kopii díla. To by umožnilo přenos tohoto čísla do jakékoliv další následné legálně vyrobené kopie díla. Známé standardy MPEG-7 a MPEG-21, určené pro kódování audiovizuálních a multimediálních objektů, již zajišťují patřičné místo pro identifikátor ISAN.
Mezinárodní agentura ISAN IA (viz dále) také vyvinula doporučený postup kódování čísla ISAN v dvourozměrném čárovém kódu.

## Registrační systém ISAN
Organizaci systému ISAN tvoří dva subsystémy:
1. Mezinárodní agentura ISAN
2. Registrační agentury ISAN (regionálního nebo lokálního charakteru)

### Mezinárodní agentura ISAN
Mezinárodní agentura ISAN (angl. ISAN International Agency, zkráceně ISAN-IA) byla založena a uvedena do činnosti bezprostředně po schválení mezinárodní normy v roce 2002.
Její úlohy včetně webové prezentace oficiálně zajišťuje Nadace ISAN (angl. ISAN Foundation), kterou tvoří trojice organizací známých z oblasti audiovizuálního a filmového průmyslu: Mezinárodní federace asociací filmových producentů (fr. Fédération Internationale des Associations de Producteurs de Film, zkráceně FIAPF), Asociace mezinárodní kolektivní správy audiovizuálních děl (fr. Association de Gestion Internationale Collective des Oeuvres Audiovisuelles, zkráceně AGICOA) a Mezinárodní konfederace společností autorů a skladatelů (fr. Confédération Internationale des Sociétés d’Auteurs et de Compositeurs, zkráceně CISAC), která se od počátku významně podílela na zrodu normy a celého systému. Sídlo ISAN-IA je lokalizováno v Ženevě v prostorách sídla asociace AGICOA (26, rue de Saint Jean, CH 1203, Geneva, Switzerland).
Mezinárodní agentura ISAN zajišťuje řadu činností a služeb. Zřizuje registrační agentury (RA) . Udržuje a rozvíjí jednak centrální databázi registrovaných účastníků systému ISAN, jednak podstatnou centrální registrační databázi ISAN s metadatovými záznamy audiovizuálních děl. ISAN-IA podporuje, koordinuje a kontroluje činnosti celého systému ISAN ve shodě s ustanoveními mezinárodní normy ISAN. Rozvíjí a monitoruje procesy související s přístupem k registračním databázím. Zajišťuje kompletní dokumentaci celého systému, řada dokumentů je dostupná také veřejně z webové prezentace systému ISAN.

### Registrační agentury ISAN
Rutinní práci systému ISAN zabezpečují dále registrační agentury (RA). K roku 2011 je jich plně funkčních již 19. Jejich úplný seznam je k dispozici na webových stránkách agentury ISAN IA. 16 agentur se ke vstupu do systému připravuje (včetně České republiky, žádost v roce 2006 podala také Asociace producentů v audiovizi).
Registrační agentury zajišťují specifické úkoly a služby. Přijímají a zpracovávají žádosti o registraci účastníků systému ISAN a žádosti o registraci samotných identifikátorů ISAN (včetně metadat) v oblasti své působnosti. Garantují, že přijaté žádosti budou registrovány podle stanovených metodik ISAN-IA a ve stanovené lhůtě. Jsou zodpovědné za zpracování, resp. kontrolu popisných informací (metadat) k audiovizuálnímu dílu, jež jsou ukládány v databázi systému ISAN. Sestavují a udržují statistická data a data o finančních transakcích spojených s jednotlivými činnostmi. Výkazy o činnosti předávají ISAN-IA. Zabezpečují úlohy v oblasti školení svých uživatelů včetně konzultační činnosti.

## Přidělování identifikátorů ISAN
Číslo ISAN je přidělováno nějakému audiovizuálnímu dílu příslušnou registrační agenturou ISAN na základě žádosti tvůrce nebo producenta.
Povinností registračních agentur ISAN je bezprostředně po přidělení čísla ISAN a jeho registraci včetně metadat s ním spojených zpravit o tom všechny zainteresované strany.
Zásadou systému přidělování čísel je, že určité číslo ISAN nesmí být přiděleno více než jednomu audiovizuálnímu dílu. Jednou přidělené číslo nesmí být již nikdy znovu užito pro jiné audiovizuální dílo, i když by bylo zjištěno, že bylo přiděleno omylem

## Registrační metadata ISAN
V systému ISAN se v rámci přidělování identifikátorů připravuje také metadatový popis audiovizuálních děl pro potřeby jejich lepšího vyhledávání. Komunikace metadat mezi systémy je realizována pomocí specifického formátu. Množina metadat charakterizujících Audiovizuální dílo zahrnuje minimálně následující povinné prvky:
- Název audiovizuálního díla
- Originální jazyk (jazyky) audiovizuálního díla
- Alternativní názvy v originálním jazyce
- Rok předložení audiovizuálního díla
- Úplná jména hlavních režisérů
- Úplná jména hlavních představitelů nebo dalších účastníků
- Údaj o složeném audiovizuálním díle
- Přibližná délka v minutách a/nebo sekundách
- Typ audiovizuálního díla (podle stanovené kategorizace)
- Údaje o živých akcích nebo animacích

K povinnému minimu metadat k registraci druhé a dalších epizod patří:
- Název celého seriálového audiovizuálního díla
- ISAN základní epizody
- Název epizody
- Číslo epizody
- Rok předložení epizody

## Registrační databáze systému ISAN
Mezinárodní agentura ISAN již několik let zajišťuje přes webové rozhraní registrovaným oprávněným účastníkům systému i návštěvníkům veřejného internetu jednotný online přístup k záznamům audiovizuálních děl uložených v centralizované registrační databázi systému ISAN (repozitáři ISAN). Úplné záznamy mohu využívat členové systému, internetové veřejnosti je poskytován, bohužel, jenom minimální metadatový záznam, který zahrnuje číslo ISAN. Využíván je metadatový formát založený na XML.
Databáze systému ISAN byla založena na základě záznamů již dříve existující databáze asociace AGICOA (měla přibližně 400 000 záznamů). Celkový fond metadatových záznamů současné centrální registrační databáze ISAN je k roku 2011 více než 550 000. Dle zveřejněných statistik je v registrační databázi ISAN obsaženo co do typu zaregistrovaných audiovizuálních děl cca 60 % záznamů televizních seriálů, 13 % záznamů dokumentárních filmů, 12 % záznamů celovečerních filmů, 8 % záznamů televizních zábavných pořadů aj. Z hlediska geografického databáze zahrnuje cca 60 % děl ze Severní Ameriky a 33 % ze Západní Evropy. Zhruba 45 % děl vzniklo po roce 1996 a 55 % děl je staršího data.